# 曾昭墟
曾昭墟（1915年—1973年3月5日），江西省兴国县梅窖镇人。

## 生平
曾昭墟于1931年参加中国工农红军，同年加入共青团，并于1934年转入中国共产党。在第一次国共内战期间，他担任了23军政治部宣传队宣传员，信康干雄游击大队政治指导员，湘粤赣边游击支队第四大队副政治委员、第七支队政治委员。他坚持了南方三年游击战争。
在抗日战争期间，他担任了新四军第一支队二团连政治指导员，先遣支队政治处组织股股长，第二支队新三团参谋长，新四军特务团营长，第一师干部队队长，第六师十八旅五十二团营长、营政治指导员，第一师教导旅政治部组织科科长，教导旅第一团政治处主任，新四军第一纵队一旅二团参谋长等职务。
在第二次国共内战期间，他担任了华东野战军第一纵队一师二团团长，第三师参谋长，第三野战军二十军六十师参谋长等职务。
在中华人民共和国建立后，他担任过中国人民志愿军副师长，中国人民解放军师长，副军长兼参谋长等职位。
1964年他晋升为少将军衔。